# عملاق (تراث شعبي)

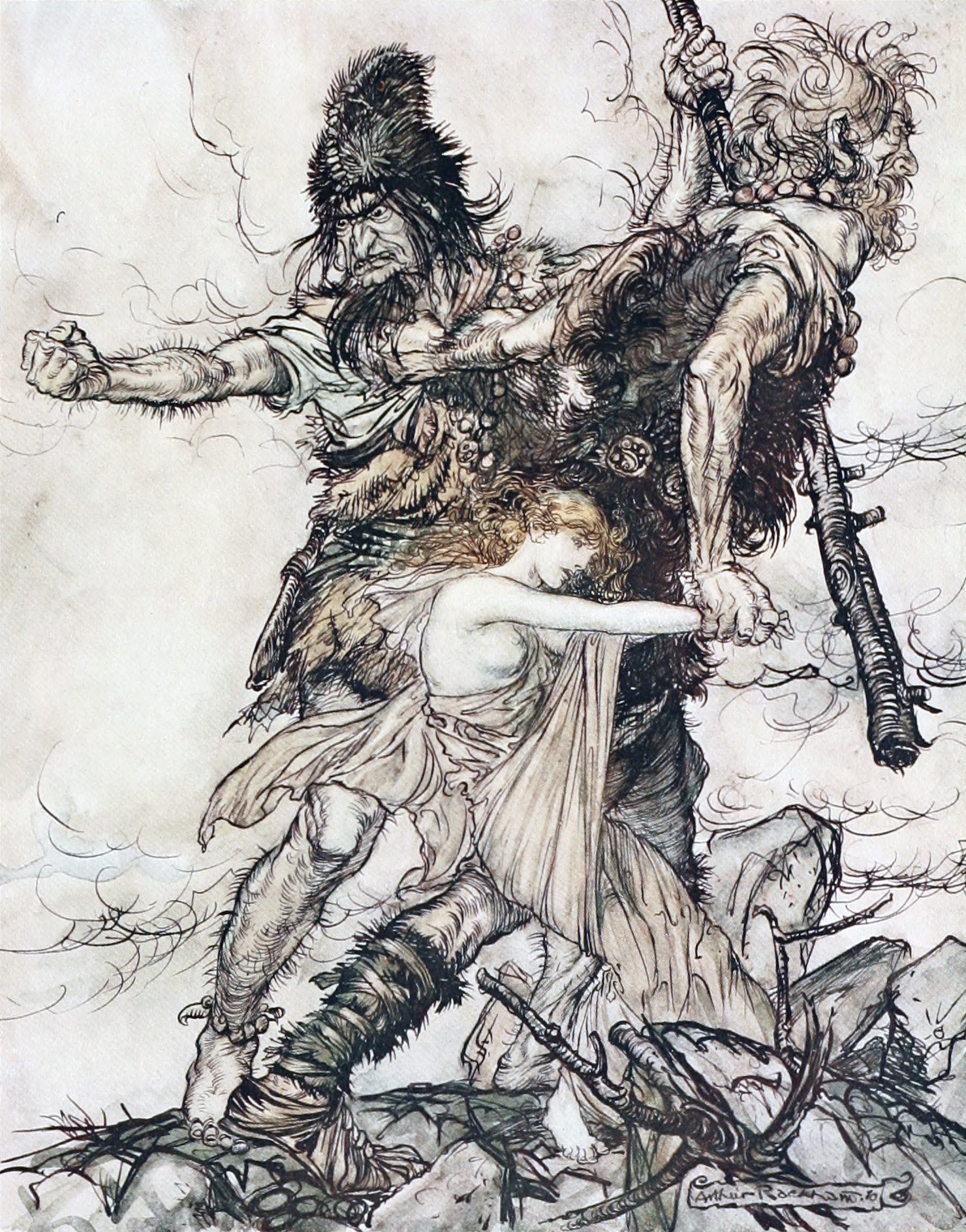
العملاقان فافنر وفاسولت يسيطران على فريا في رسم آرثر راكهام للكتاب ريتشارد فاغنر دير رينبل دي نابلونجن.

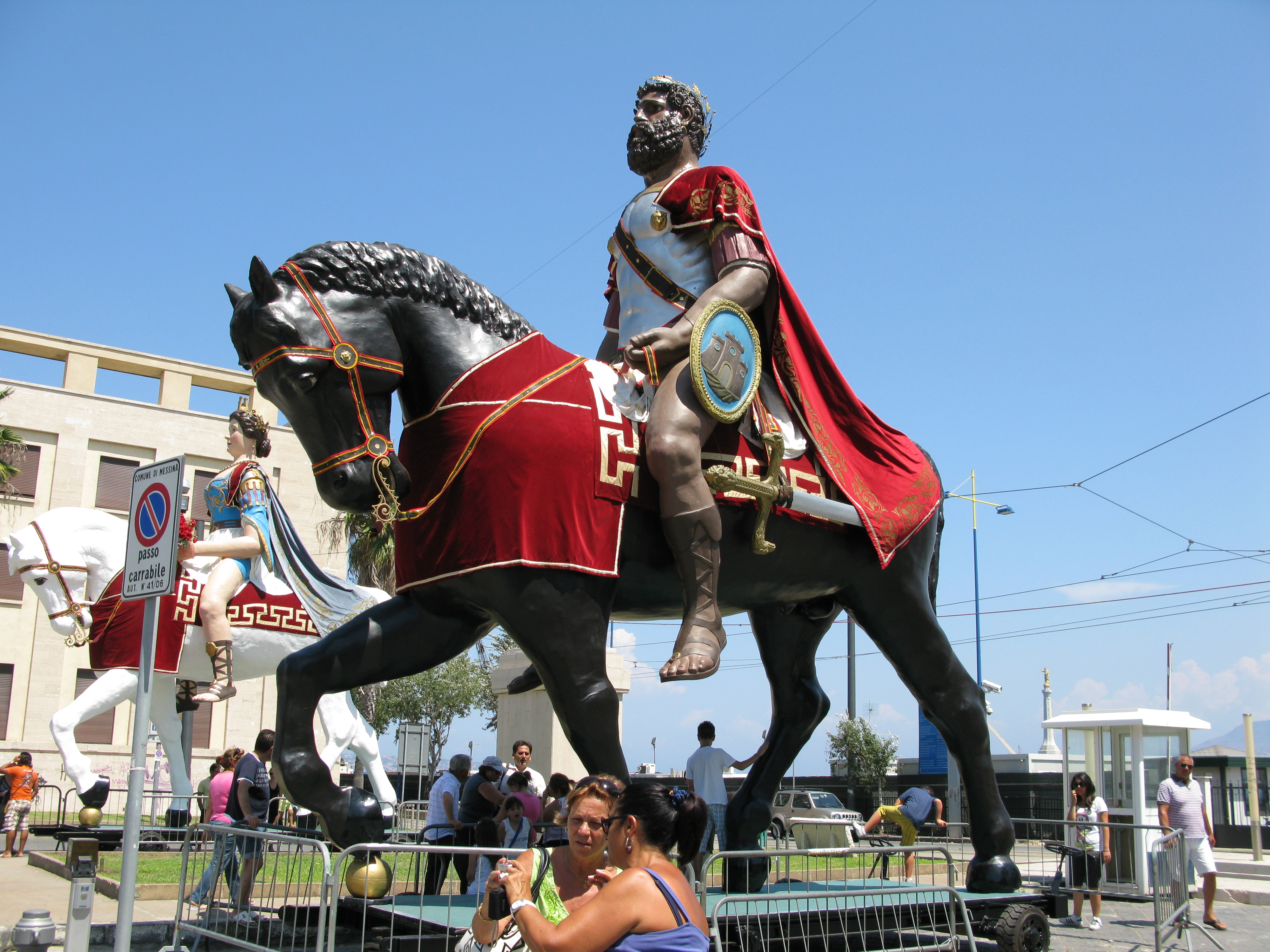
احتفال العمالقة ماتا وغريفون في ميسينا في أغسطس، صقلية

العملاق في التراث الشعبي كائن ذو مظهر إنساني، ولكنه معجزة في الحجم والقوة  في بعض الأحيان أو ذو مظهر ملحوظ. الكلمة عملاق، التي تم تقريرها لأول مرة في عام 1297، مشتقة من عمالقة  من أساطير الإغريق.
شكلت الحكايات الخيالية مثل «جاك قاتل العملاق» التصور الحديث للعمالقة كوحوش غبية وعنيفة، يقال أحيانًا إنها تأكل البشر، بينما يميل العمالقة الآخرون إلى أكل الماشية. غالبًا ما يوصف الخصم في «جاك وشجرة الفاصولياء» بأنه عملاق. في بعض الصور الأكثر حداثة، مثل تلك التي التقطها جوناثان سويفت ورولد دال، بعض العمالقة أذكياء وودودين.

## الدين والأساطير

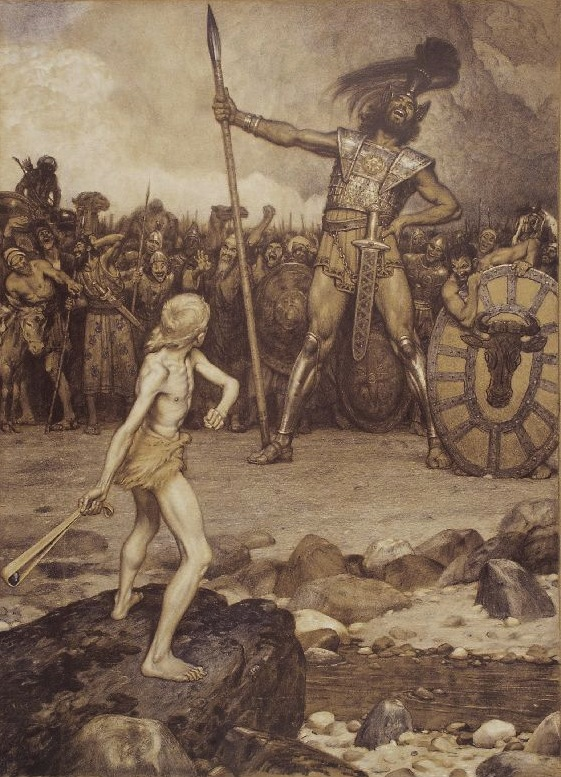
يواجه داود جالوت في هذه المطبوعة الحجرية لعام 1888 من قبل أوسمار شندلر

### الأساطير الإبراهيمية
سفر التكوين يحكي عن النفيليم قبل وبعد طوفان نوح. حسب سفر التكوين 7: 23، تم تدمير النفيليم في الفيضان، ولكن تم الإبلاغ عن النفيليم بعد الفيضان، بما في ذلك:
- العنقيون [2]
- لأميتيون [3]
- الأموريون [4] [5]
- الرفائيون [6]

يشتمل كتاب الأعداد  على تقرير محبط من الجواسيس أرسلهم موسى إلى كنعان: «لا يمكننا مهاجمة هؤلاء الأشخاص؛ هم أقوى مما نحن عليه. (. . . جميع الناس الذين رأيناهم هناك بحجم كبير. رأينا النفيليم هناك (أحفاد عناق يأتون من النفيليم). لقد بدينا مثل الجراد في أعيننا، وبدا لنا نفس الشيء». ومع ذلك، فإن كتاب يشوع، الذي يصف الفتح الفعلي لكنعان في جيل لاحق، لا يشير إلى هؤلاء الناس الذين يعيشون هناك.